# Triglif
Triglif (grčki: τρίγλυφος) tri utora, trorez) je kamena ploča s tri utora na frizu dorskog reda, zapravo s dva puna utora i dvije polovice utora na vanjskom dijelu (bez tih vanjskih dijelova naziva se - diglif). Između triglifa dolaze metopa, koje tvore cjelinu dorskog friza.
Triglifi su na grčkim kamenim građevinama samo simbolički ostatci čela drvenih greda koje su nosile krovište i oslanjale se na arhitav.U te drvene grede su urezivana tri odvojena utora kako bi se prikrio njihov grubi rez. Grčka arhitektura (kao i poznija rimska arhitektura) očuvala je tu tradiciju, kao i mnogo toga iz izvornih drvenih objekata, kao počast podrijetlu arhitekture i njezinoj ulozi u povijesti i razvoju čovjeka. Metope između triglifa su korišene kao slobodne površine za reljefne ukrase.
Što se tiče izvedbe, triglif je mogao biti isklesan iz jednog bloka zajedno s metopom, ili je kamena ploča triglifa mogla imati utore u koje su se umetale metope (od kamena ili drva) poput onog iz hrama Afeje. Postojale su neke varijacije u izgledu triglifa unutar iste građevine koje su graditeljima olakšavale i omogućavale izvedbu uglova građevine, te prilagodbu razmaku Između stupova, te uređenje friza hrama kako bi se građevina djelovala što harmoničnije.
Triglifi se kao dekorativni arhitektonski element koriste i za klasicizma i historicizma.

## Pogledajte i ovo
- Umjetnost stare Grčke
- Grčki hram
- Klasicizam

## Vanjske poveznice
- Friz Propileja na Atenskoj Akropoli[neaktivna poveznica]